# Waitokariro Lagoon
Die Waitokariro Lagoon ist eine Lagune auf der Insel Ruapuke Island, die zur Region Southland von Neuseeland gehört.

## Geographie
Die Waitokariro Lagoon befindet sich im südwestlichen Teil von Ruapuke Island, die rund 14 km südlich der Südküste der Südinsel zu finden ist. Die Lagune ist weniger als 100 Meter von der Bucht Henrietta Bay entfernt, besitzt keine oberflächennahen Zu- oder Abflüsse und nimmt eine Fläche von rund 22,4 Hektar. Sie hat eine Uferlinie von rund 1,85 km. Die Lagune erstreckt sich über eine Länge von rund 690 m in Nord-Süd-Richtung und misst an ihrer breitesten Stelle rund 430 m in Ost-West-Richtung.